# Artopoetes pryeri
Artopoetes pryeri är en fjärilsart som beskrevs av Murray 1873. Artopoetes pryeri ingår i släktet Artopoetes och familjen juvelvingar. Inga underarter finns listade i Catalogue of Life.

## Bildgalleri

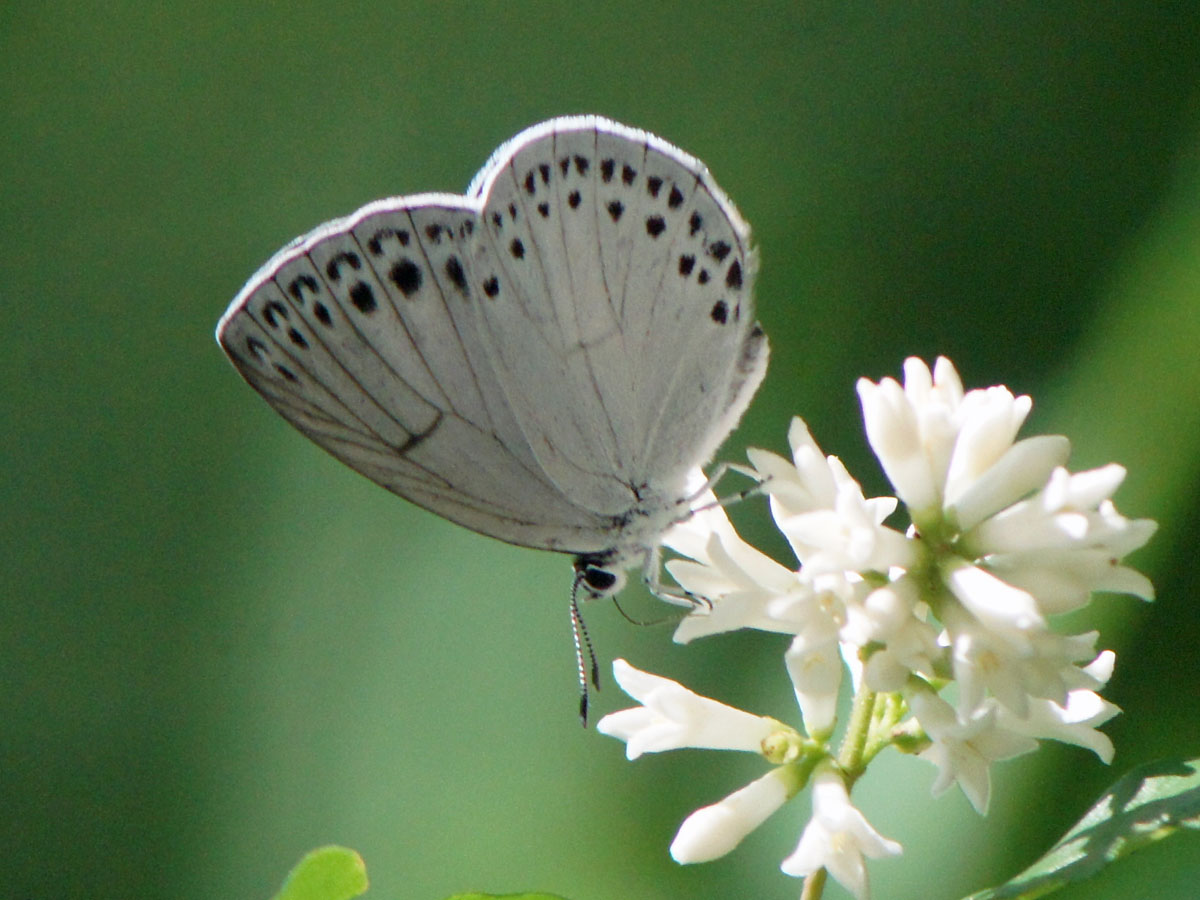